# Beluće
Beluće (cyr. Белуће) – wieś w Serbii, w mieście Belgrad, w gminie miejskiej Mladenovac. W 2011 roku liczyła 439 mieszkańców.